# Amylase-Trypsin-Inhibitoren
α-Amylase-Trypsin-Inhibitoren, kurz ATI, sind Proteine verschiedener glutenhaltiger Getreidesorten. Sie dienen dort unter anderem der Hemmung der Proteolyse. Es wird vermutet, dass sie, bei einer entsprechenden Unverträglichkeit, eine der Ursachen für eine Nicht-Zöliakie-Weizensensitivität sind. Der Gehalt an ATIs ist in Getreidesorten sehr unterschiedlich, insbesondere in Weizen (auch in der Weizenart Emmer) sehr hoch. In Weizen unterscheidet sich der ATI-Gehalt modernerer Züchtungen (ab 1951) jedoch nicht von dem älterer Weizensorten (bis 1950). Zwar wurden in Einkorn nicht die in Weizen vorkommenden ATIs nachgewiesen. Vermutlich gibt es dort ein artspezielles ATI, da in-vitro Einkorn auch pro-entzündliche Aktivität aufweist.
In Zellkultur und tierexperimentell aktivieren ATIs das angeborene Immunsystem über den Toll-like-Rezeptor 4 (TLR4) auf insbesondere Monozyten, Makrophagen und dendritischen Zellen.
Neuere Studien differenzieren zwischen den Wirkungen von Getreide (insbesondere Weizen), Gluten und ATI.